# Ganebail, Khanapur
Ganebail là một làng thuộc tehsil Khanapur, huyện Belgaum, bang Karnataka, Ấn Độ.